# Korba (India)
Korba è una suddivisione dell'India, classificata come municipal corporation, di 315.695 abitanti, capoluogo del distretto di Korba, nello stato federato del Chhattisgarh. In base al numero di abitanti la città rientra nella classe I (da 100.000 persone in su).

## Geografia fisica
La città è situata a 22° 21' 0 N e 82° 40' 60 E e ha un'altitudine di 251 m s.l.m..

## Società

### Evoluzione demografica
Al censimento del 2001 la popolazione di Korba assommava a 315.695 persone, delle quali 165.028 maschi e 150.667 femmine. I bambini di età inferiore o uguale ai sei anni assommavano a 43.843, dei quali 22.505 maschi e 21.338 femmine. Infine, coloro che erano in grado di saper almeno leggere e scrivere erano 216.571, dei quali 127.406 maschi e 89.165 femmine.